# Billy Higgins
Billy Higgins (11. října 1936 Los Angeles – 3. května 2001 Inglewood) byl americký jazzový bubeník. Od roku 1958 spolupracoval se saxofonistou Ornette Colemanem. Během své kariéry spolupracoval s řadou dalších hudebníků, mezi které patří Herbie Hancock, Hank Mobley, Gene Ammons, Lee Morgan, Dexter Gordon, Sonny Stitt, John Coltrane, Donald Byrd a mnoho dalších. V roce 1997 získal ocenění NEA Jazz Masters. Zemřel na selhání jater a ledvin ve čtyřiašedesáti letech. Krátce před smrtí hrál v nezávislém filmu Southlander.